# Christian August Friedrich Garcke
Christian August Friedrich Garcke est un pharmacien et un botaniste allemand, né le 25 octobre 1819 à Bräunrode près de Mansfeld, arrondissement de Mansfeld-Montagne et mort le 10 janvier 1904 à Berlin.